# V (série télévisée, 2009)
Cet article concerne le remake. Pour la série originale, voir V (série télévisée).
Pour les articles homonymes, voir V.
V est une série télévisée américaine en 22 épisodes de 42 minutes développée par Scott Peters (Les 4400) d'après la minisérie du même nom de Kenneth Johnson des années 1980, et diffusé entre le 3 novembre 2009 et le 15 mars 2011 sur le réseau ABC et en simultané au Canada sur /A\ (sauf les quatre premiers épisodes sur le réseau CTV).
La version française de la série a été diffusée en Belgique d'abord sur Be 1 et depuis le 26 septembre 2010 sur La Deux. En Suisse elle est diffusée depuis le 25 novembre 2010 sur TSR2 et en France sur TF1 depuis le 1er décembre 2010 puis dès le 7 janvier 2012 sur NT1 et à partir du 10 novembre 2013 sur HD1 et rediffusée sur TF6 et sur AB1 à partir du 30 novembre 2020. Au Québec, elle a été diffusée à partir du 4 février 2011 sur le réseau V.

## Synopsis
2009, le monde se réveille alors que vingt-neuf gigantesques vaisseaux survolent les plus grandes villes. Les extraterrestres et leur leader Anna déclarent venir en paix, mais certaines personnes ne leur font pas confiance. L'agent spécial Erica Evans découvre que les aliens ont infiltré depuis longtemps les gouvernements et sociétés, afin de prendre le contrôle de la planète. Erica rejoint un mouvement de résistance, dans lequel est présent Ryan, lui-même alien mais souhaitant sauver l'humanité. De son côté, Tyler, le fils d'Erica, est séduit par Lisa, une extraterrestre.

## Distribution et personnages

### Acteurs principaux
- Elizabeth Mitchell (VF : Dominique Vallée) : Erica Evans, agent du FBI, membre d'une unité anti-terroriste. Séparée de son mari et mère d'un fils adolescent, elle est clairement contre les visiteurs (à l'inverse de son fils Tyler). Travaillant dans l'unité de protection contre la menace anti-visiteur du FBI, elle ne peut donc pas revendiquer ses idées. Elle deviendra, par la suite, leader de la 5e Colonne.
- Morris Chestnut (VF : Julien Meunier) : Ryan Nichols, visiteur présent sur Terre depuis plusieurs années. Il se fait passer pour un humain et essaie de déjouer les plans des Visiteurs. Lors de la saison 1, il est en couple avec Valerie Stevens, avec qui il a eu un enfant, un enfant hybride.
- Joel Gretsch (VF : Arnaud Arbessier) : Père Jack Landry, prêtre catholique et ancien aumônier dans l'U.S. Army. Il ne fait pas confiance aux Visiteurs et ne voit pas leur arrivée comme un message de Dieu. C'est un membre de la 5e Colonne.
- Logan Huffman (VF : Maël Davan-Soulas) : Tyler Evans, fils d'Erica, qui, séduit par Lisa, jeune femme Visiteur, s'engage comme ambassadeur de la paix auprès d'eux et devient pilote de navette. Joue un rôle important dans les plans d'Anna.
- Lourdes Benedicto (VF : Barbara Kelsch) : Valérie Stevens, petite amie de Ryan qui ignore tout de sa nature extraterrestre. (principale saison 1)
- Laura Vandervoort (VF : Noémie Orphelin) : Lisa, jeune et jolie extraterrestre qui séduit Tyler dès leur première rencontre. Elle est la fille d'Anna, Commandant suprême des V.
- Charles Mesure (VF : Paul Borne) : Kyle Hobbes, mercenaire, en tête de liste de nombreuses polices du monde, les visiteurs l'accusent d'avoir provoqué l'explosion de l'entrepôt dans l'épisode 4. Erica, Ryan, Georgie et Jack le recrutent pour qu'il entraîne la résistance. (récurrent saison 1, principal saison 2)
- Morena Baccarin (VF : Laurence Bréheret) : Anna, commandant suprême des Visiteurs. Sa touche d'humanité ne la rend pas moins dangereuse pour autant.
- Scott Wolf (VF : Cédric Dumond) : Chad Decker, journaliste ambitieux tiraillé entre sa conscience journalistique et son ambition lorsque Anna lui accorde une interview et lui demande d'éviter certaines questions.

Photos des acteurs principaux
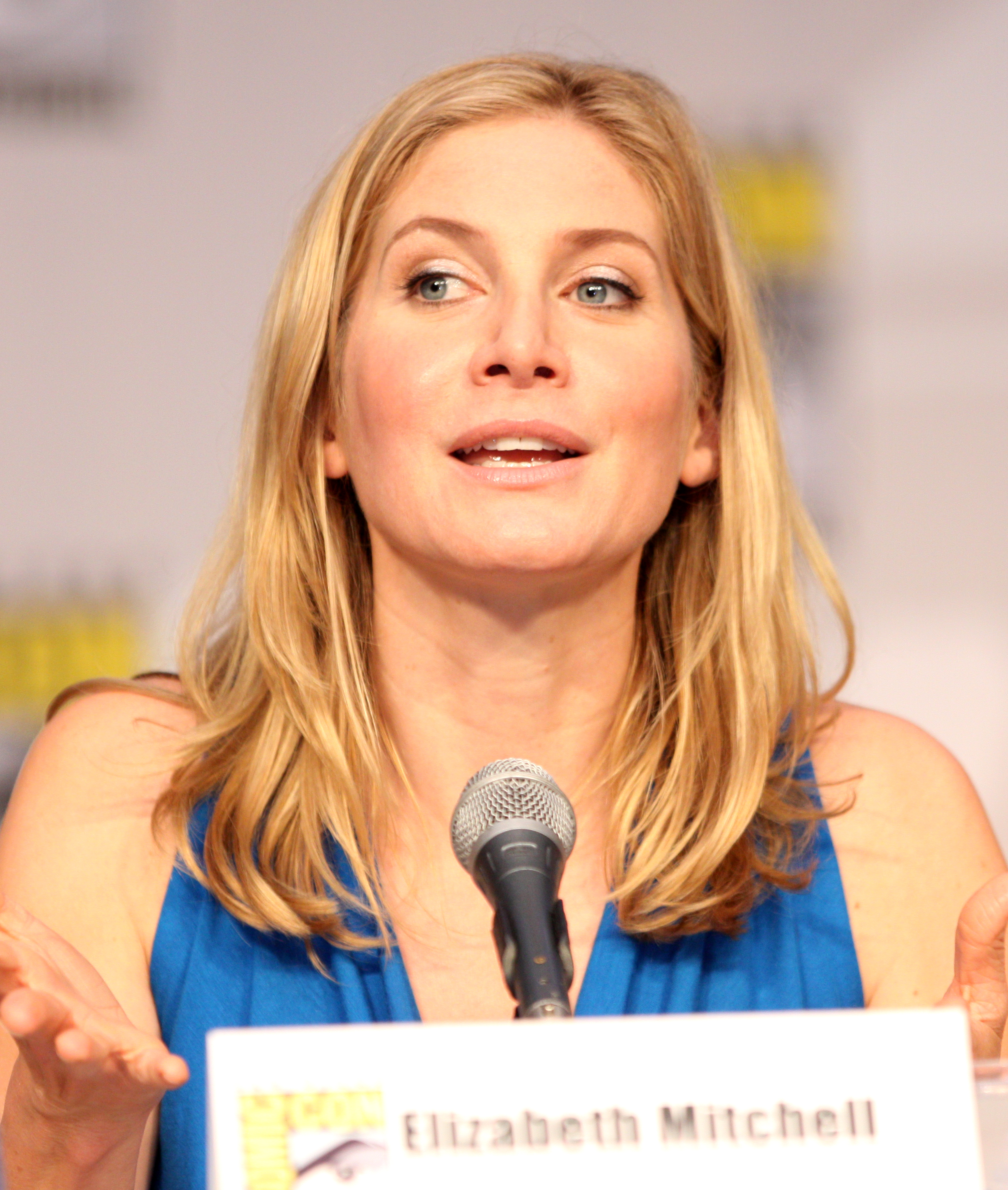
Elizabeth Mitchell dans le rôle d'Erica Evans.
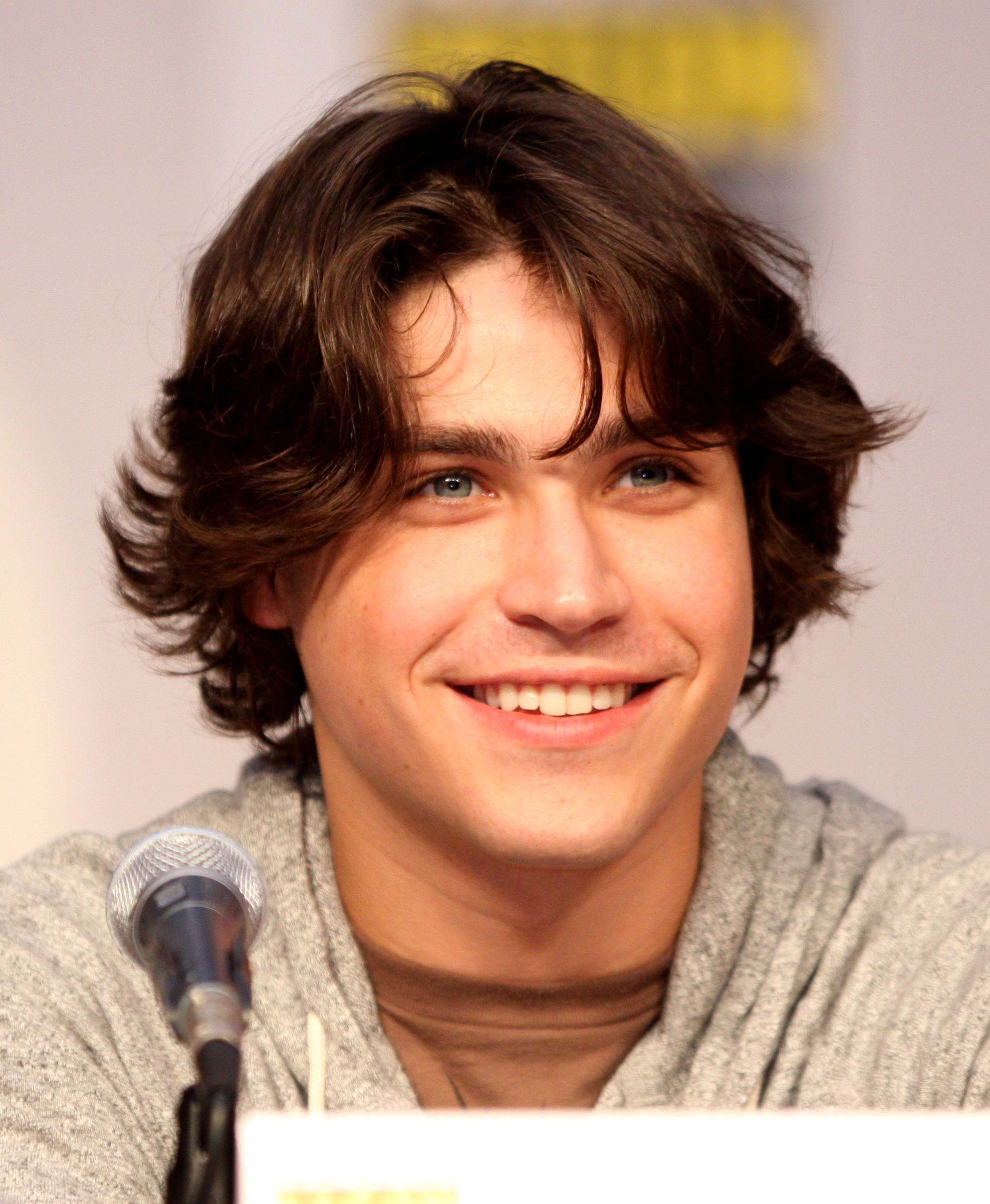
Logan Huffman dans le rôle de Tyler Evans.
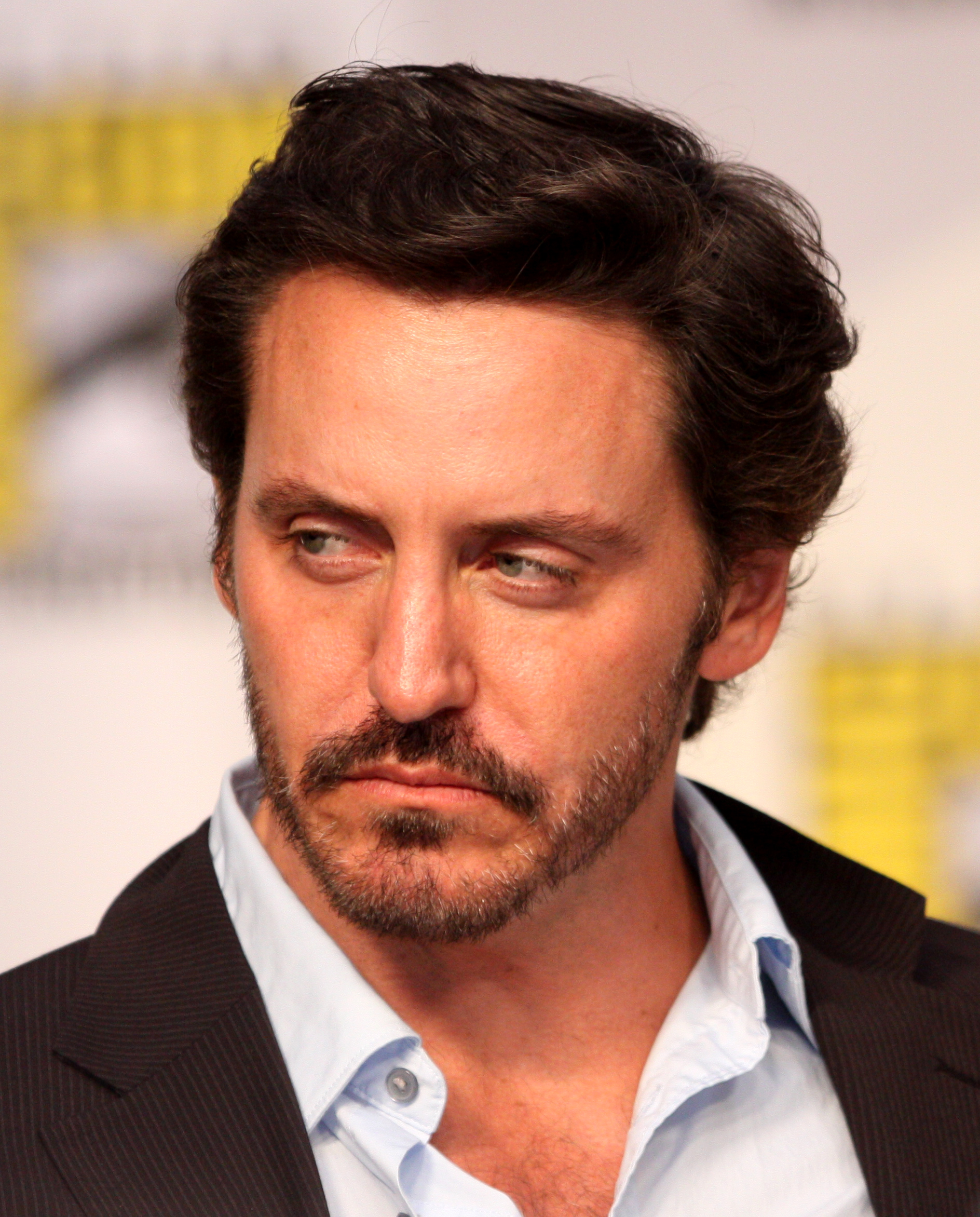
Charles Mesure dans le rôle de Kyle Hobbes.
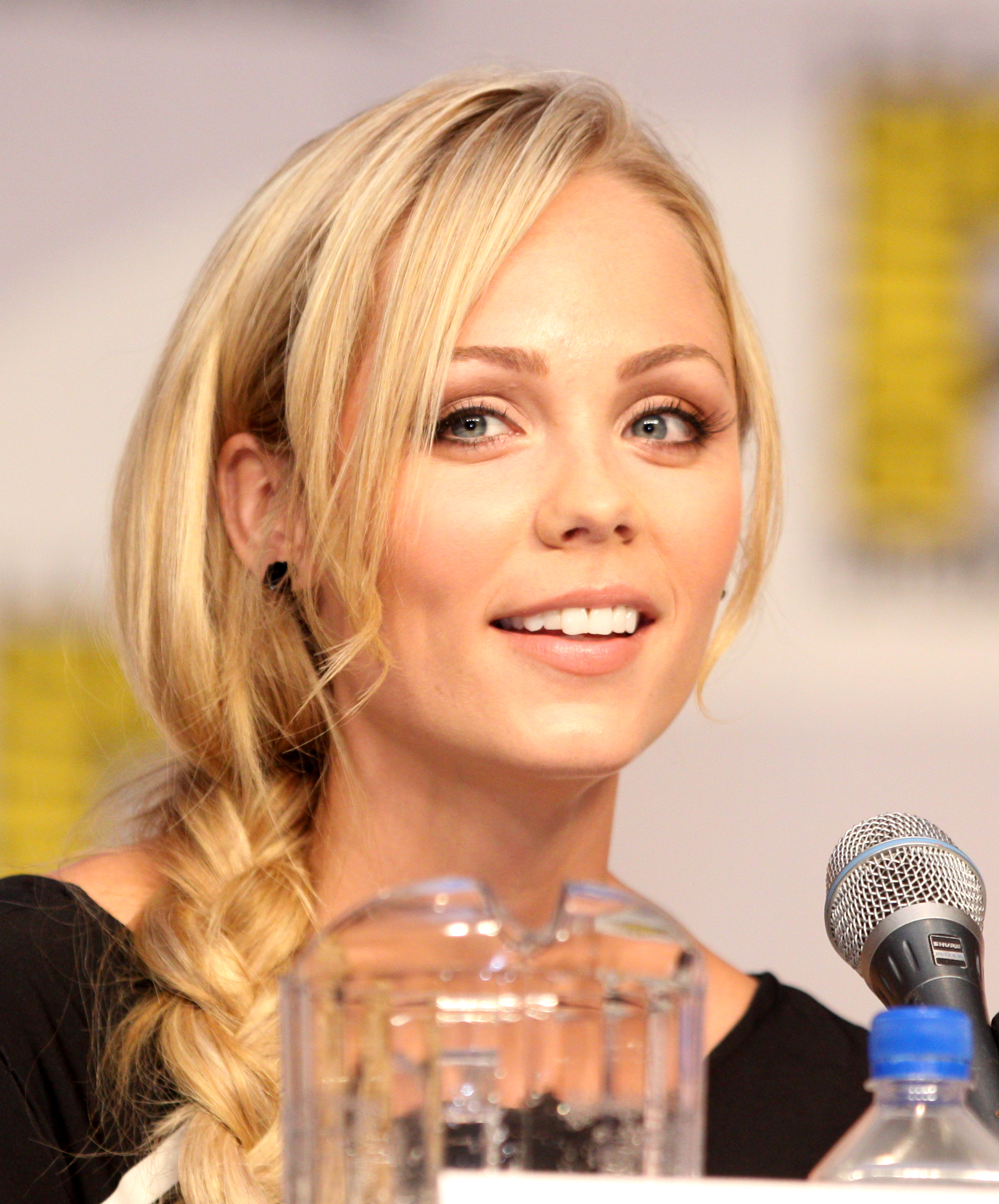
Laura Vandervoort dans le rôle de Lisa.
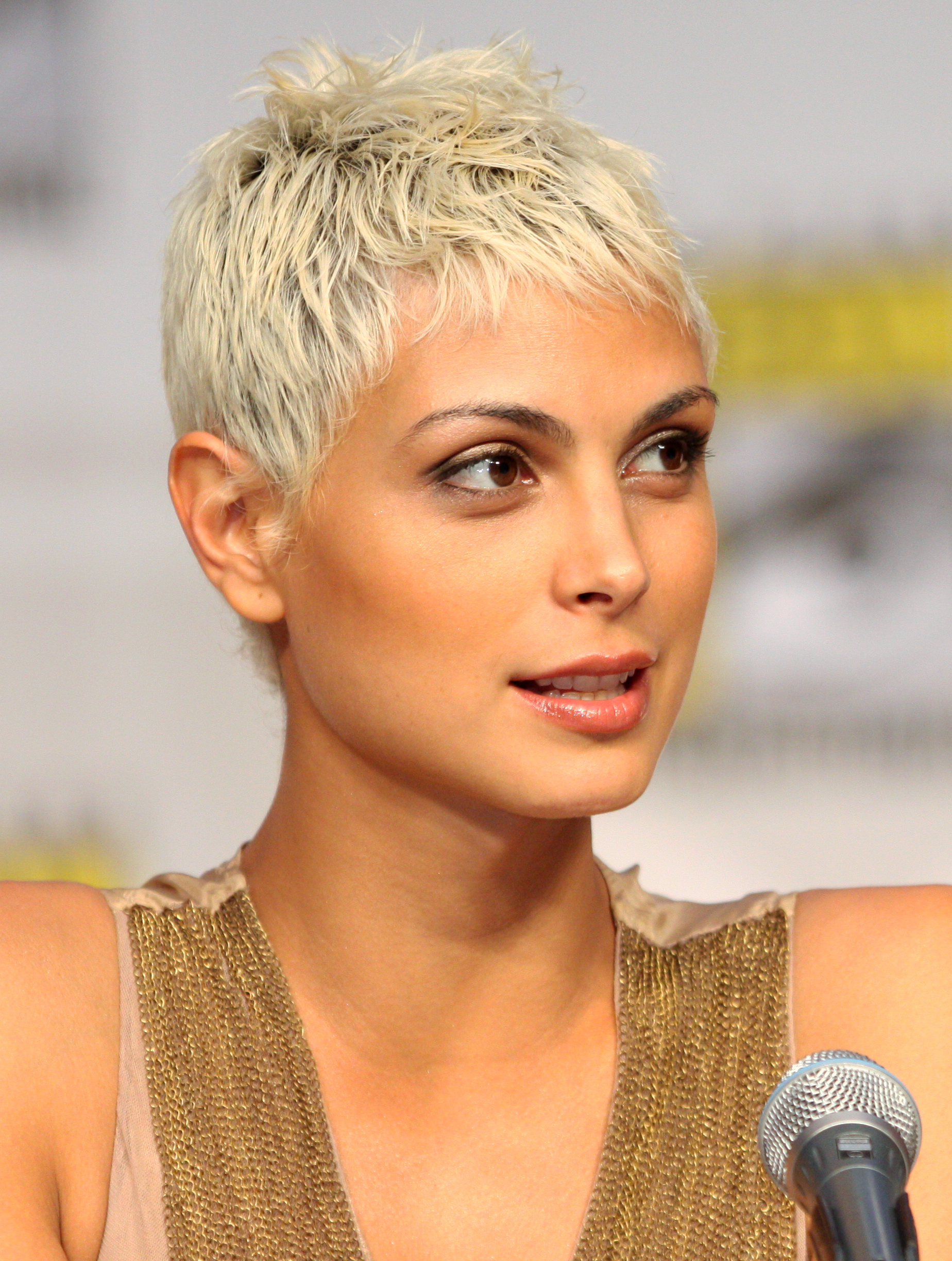
Morena Baccarin dans le rôle du commandant suprême des Visiteurs, Anna.
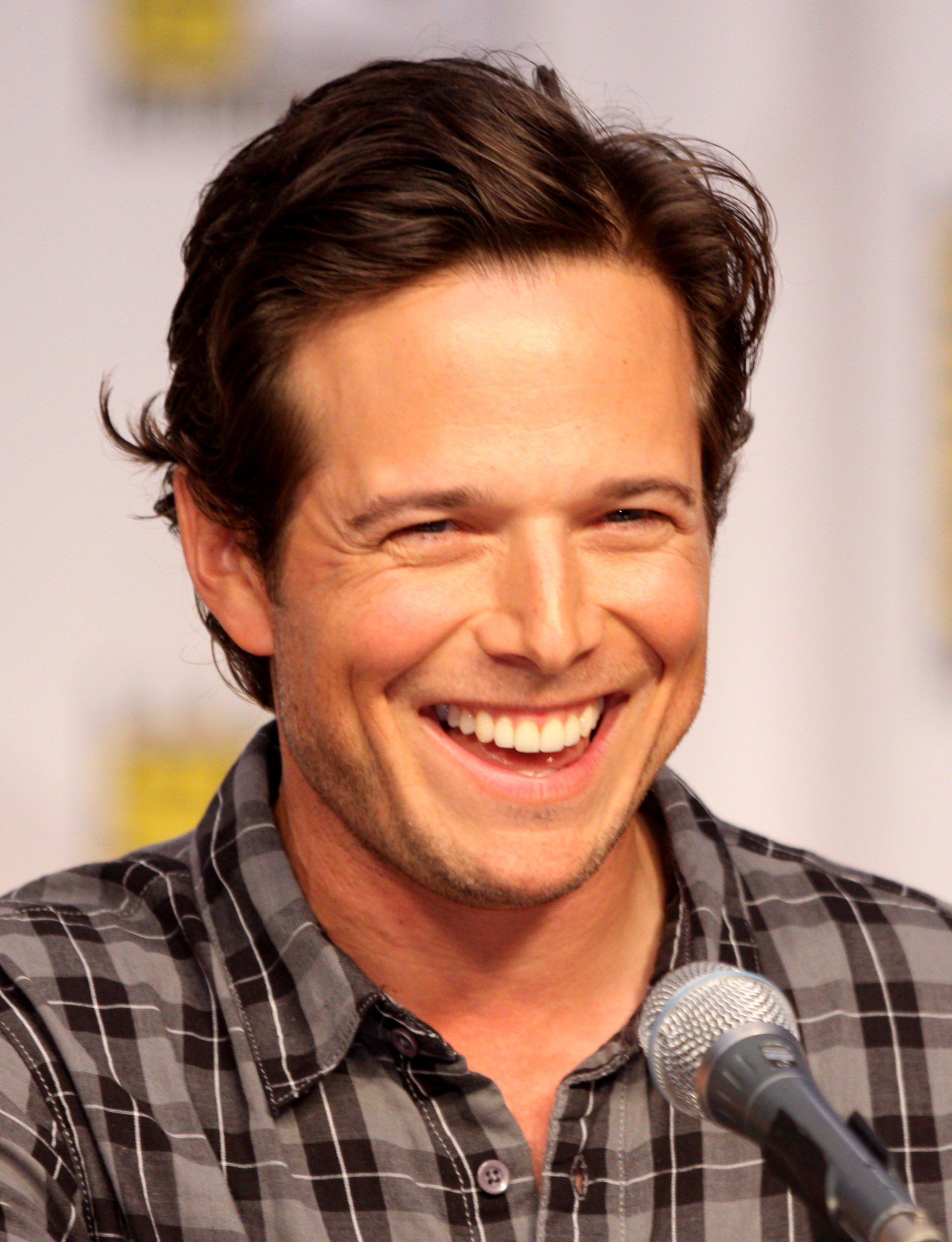
Scott Wolf dans le rôle de Chad Decker.
Morris Chestnut dans le rôle de Ryan Nichols.
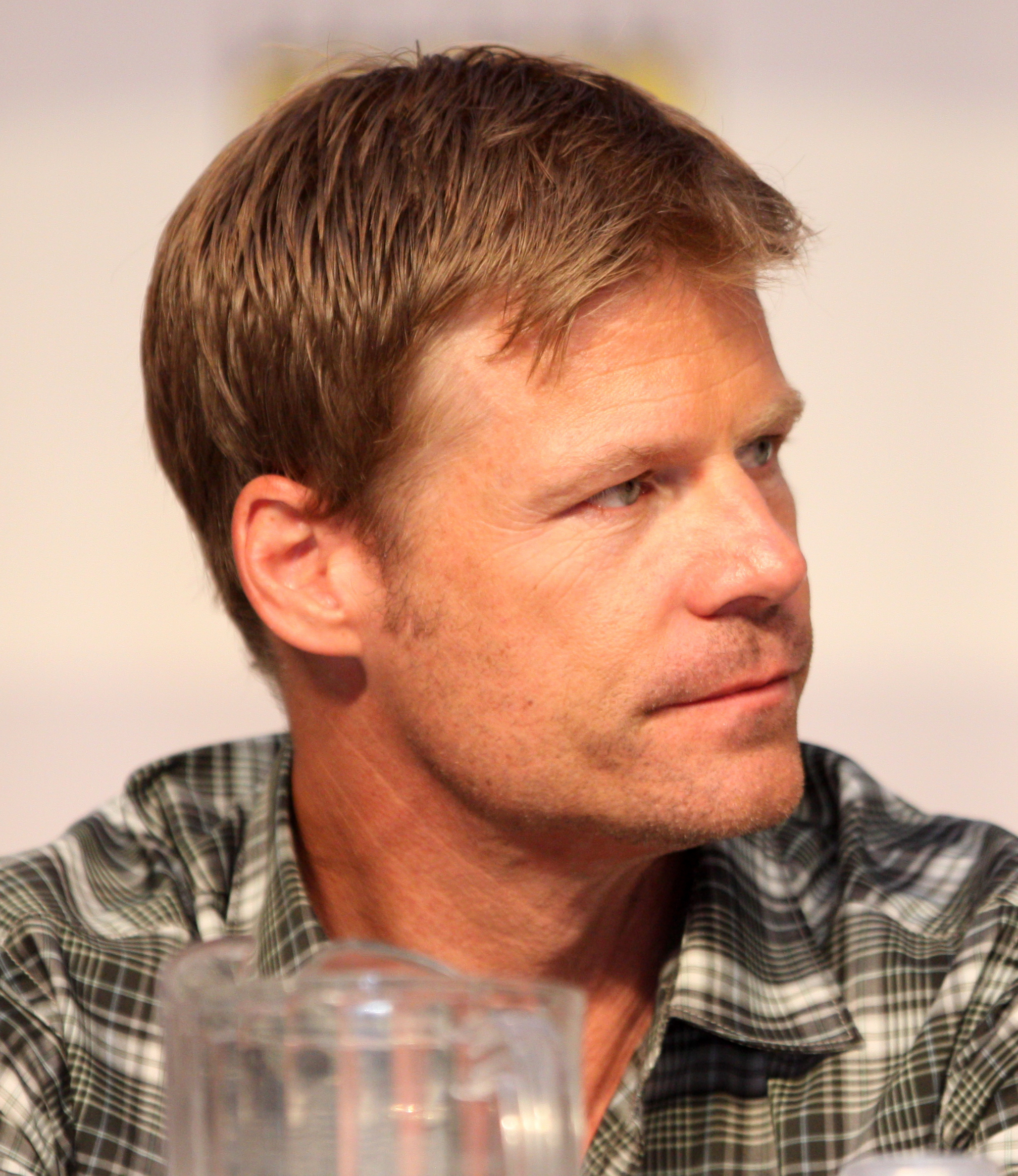
Joel Gretsch dans le rôle du père Jack Landry.

### Acteurs secondaires
- Christopher Shyer (VF : Emmanuel Jacomy) : Marcus, bras droit d'Anna chargé des opérations.
- Mark Hildreth (en) (VF : Jérémy Prévost) : Joshua, médecin responsable de l'équipe médicale à bord du Vaisseau-Mère de New York. Il semble fidèle à Anna, mais est en fait acquis à la cause de la Cinquième Colonne à bord du Vaisseau.
- David Richmond-Peck (en) (VF : Laurent Morteau) : Georgie Sutton, l'un des membres originaux de la résistance, Georgie a voulu se venger contre les visiteurs car ces derniers ont soi-disant causé la mort de sa famille quand il a découvert ce que les Visiteurs voulaient vraiment. Il est très loyal envers ses collègues, mais son désir de vengeance l'amène parfois à des décisions inconsidérées. Il se sacrifie pour permettre à Ryan de s'échapper et est capturé et torturé par les visiteurs. Il demande à Joshua de lui ôter la vie plutôt que de risquer de dévoiler l'identité de ses amis aux visiteurs.
- Roark Critchlow (VF : Jean-François Aupied) : Paul Kendrick, patron d'Erica dans l'unité du FBI contre le terrorisme.
- Alan Tudyk : Dale Maddox (saison 1)
- Lucas Wolf : Samuel (saison 1)
- Rekha Sharma (VF : Marie Zidi) : Agent Sarita Malik, agent du FBI qui est en réalité un V infiltré sous les ordres d'Anna.
- Scott Hylands : Père Travis
- Lexa Doig : Dr Leah Pearlman (saison 1)
- Nicholas Lea (VF : Guy Chapellier) : Joe Evans, ex-mari d'Erica, père de Tyler. Il se rapproche d'Erica pour essayer de soustraire Tyler de l'influence des Visiteurs.
- Jane Badler (VF : Pauline Larrieu) : Diana, mère d'Anna. (saison 2)
- Bret Harrison (VF : Yoann Sover) : Sidney Miller, il est un biologiste de l'évolution qui a peut-être découvert la vraie nature du ciel rouge. (saison 2)
- Oded Fehr (VF : Serge Faliu) : Eli Cohn, ex-agent du Mossad et leader d'un nouveau groupe radical de la 5e Colonne. Est convaincu que le meilleur moyen de vaincre les V et Anna est de les détruire ainsi que les traitres humains sans tenir compte des victimes innocentes qu'il peut faire. Erica ne voudra pas s'allier avec lui pour ces raisons. (saison 2)
- Jay Karnes (VF : Cyrille Artaux) : Chris Bolling, nouveau partenaire d'Erica au FBI. (saison 2)
- Martin Cummins : Thomas (saison 2)
- Ona Grauer : Kerry Eltoff (saison 2)
- Marc Singer : Lars Tremont (saison 2)

- Version française
  - Studio de doublage : Nice Fellow
  - Direction artistique : Bruno Dubernat[8]
  - Adaptation : Aurélia Mathis et Xavier Hussenet

## Production

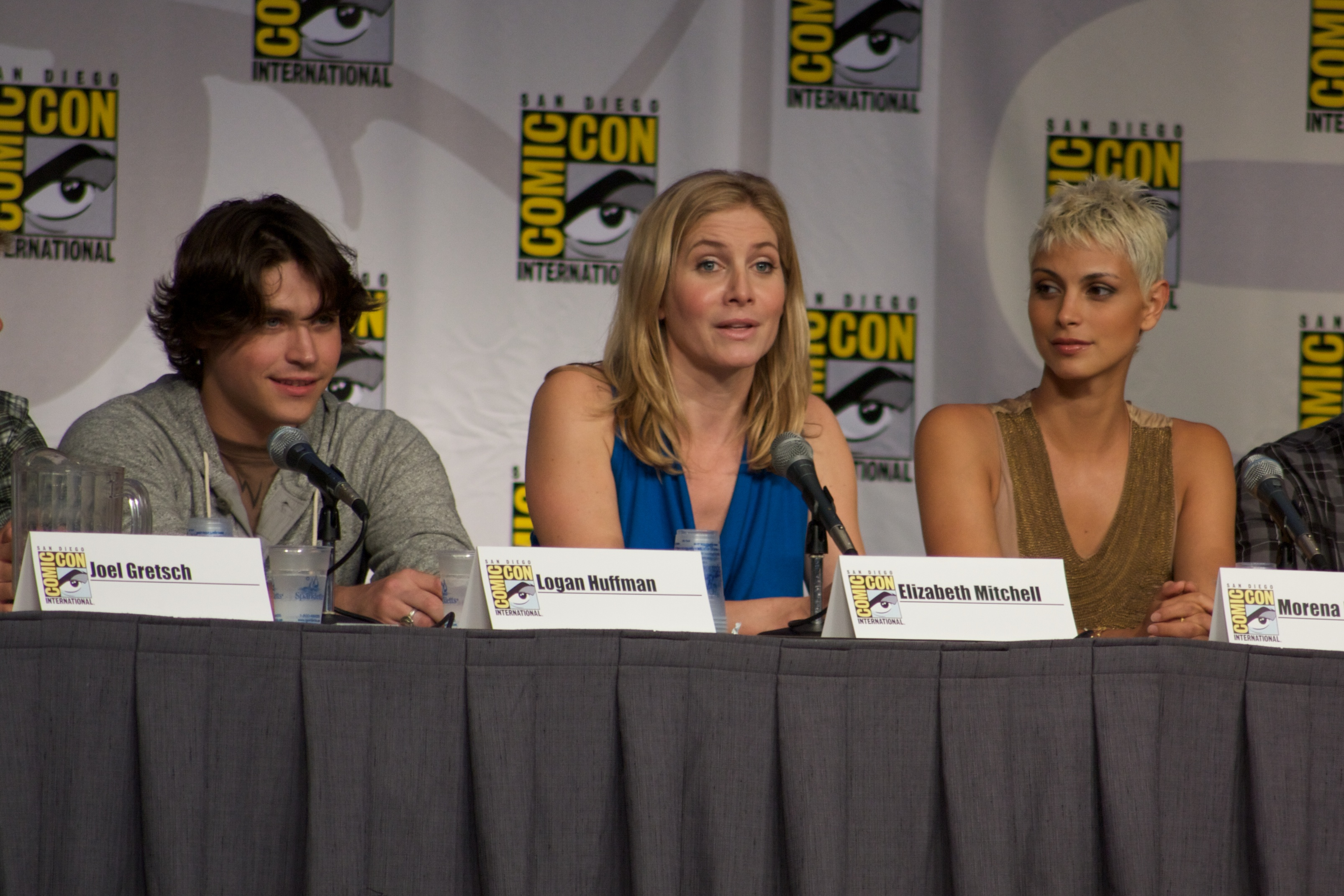
Logan Huffman, Elizabeth Mitchell, et Morena Baccarin au Comic-Con International de San Diego en 2010.

Le 26 janvier 2009, ABC commande un pilote.
Le casting principal a débuté en mars, dans cet ordre : Scott Wolf, Morris Chestnut, Morena Baccarin, Joel Gretsch, Elizabeth Mitchell et Lourdes Benedicto et Logan Huffman.
La série fut commandée en mai 2009, avec comme producteurs exécutifs Scott Peters, Jace Hall, Steve Pearlman et Jeffrey Bell.
Peters a confirmé que, plus tard, en plus des membres de la distribution du remake, il serait envisageable de faire revenir ceux des mini-séries de 1983, la nouvelle série ferait, en effet, un clin d'œil à l'original par d'autres moyens. Il dit également que lorsque vous demandez aux gens ce qu'ils pensent être les éléments les plus mémorables de V, les meilleurs réponses sont « les grands vaisseaux, les uniformes rouges, le hamster qui se fait manger, et le bébé alien », ajoutant que « nous sommes bien conscients de ces moments ».
Selon Scott Peters, ce remake sera centré sur les événements post-11 septembre et sur ces questions de confiance et de terreur.
En septembre 2009, il fut annoncé que seulement quatre épisodes de V seraient diffusés à partir de novembre 2009, et que la série reprendra la diffusion de sa saison de douze épisodes en mars 2010, après les jeux olympiques d'hiver de 2010. Le 3 novembre 2009, il est annoncé que Scott Rosenbaum a été nommé producteur exécutif et showrunner de la série, avec Scott Peters et Jace Hall qui restent producteurs exécutifs. La production des huit autres épisodes reprendra en janvier 2010 avec de nouveaux épisodes de retour le 30 mars 2010.
Le 13 mai 2010, ABC renouvelle la série pour une deuxième saison de treize épisodes, réduite plus tard à dix épisodes.
En juillet, Charles Mesure est promu à la distribution principale, puis le 6 août 2010, ABC annonce que l'actrice Jane Badler intègrera la distribution du remake dans un rôle récurrent, puis ajoute aussi Bret Harrison et Marc Singer.
Le 13 mai 2011, la série est officiellement annulée.

### Tournage
Le tournage des épisodes de la saison 1 a débuté le 10 août 2009. Elizabeth Mitchell a précisé qu'il y aurait dans ce remake de nombreuses références aux moments les plus mémorables de la franchise originale.
Le tournage de la saison 2 a débuté le 12 août 2010 et s'est achevé le 8 décembre 2010.

## Épisodes
| Saisons  | Nb d'épisodes | Années    | Diffusion en France sur | Diffusion aux États-Unis sur | Audiences en moyenne aux États-Unis (en millions) | Audiences en moyenne en France (en millions) |
| -------- | ------------- | --------- | ----------------------- | ---------------------------- | ------------------------------------------------- | -------------------------------------------- |
| Saison 1 | 12            | 2009-2010 | TF1                     | ABC                          | 8,8                                               | 1,97                                         |
| Saison 2 | 10            | 2011      | TF1                     | ABC                          | 5,5                                               | /                                            |

### Première saison (2009-2010)
La première saison comprend douze épisodes plus un épisode spécial. 
Diffusions originales
 États-Unis : du 3 novembre 2009 au 18 mai 2010 sur ABC
 Belgique : du 13 juin 2010 au 29 août 2010 sur Be 1 / du 26 septembre 2010 au 31 octobre 2010 sur La Deux
 Suisse : dès le 25 novembre 2010 sur TSR2
 France : du 1er décembre 2010 au 29 décembre 2010 sur TF1
 Québec : du 4 février 2011 au 22 avril 2011 sur V.
Résumé
Des extraterrestres soi-disant pacifistes ont débarqué sur Terre. Petit à petit, chez une minorité d’humains, le doute s’installe sur les véritables intentions des Visiteurs. Ce groupe d’humains rejoint peu à peu les rangs d’une résistance nommée « la cinquième colonne » pour combattre les aliens. Anna, la représentante des Visiteurs, profite des catastrophes naturelles qui ont lieu dans beaucoup de pays sur Terre et apporte son aide et soutien pour s’imposer en héroïne et gagner la confiances des humains.

Pendant ce temps, l’impossible se produit… Une femme humaine (Valerie Stevens ou Val) est tombée enceinte d’un Visiteur ! Celle-ci risque la mort si l’extraction du bébé n’est pas faite au plus vite à l’aide des technologies avancées des Visiteurs. Comme ce bébé « hybride » (moitié humain, moitié V) représente une grande menace aux yeux des Visiteurs, la maman et son bébé ont été activement recherchés et conduits sur le vaisseau-mère des V. Le bébé de Val a bien vu le jour, mais juste après son accouchement, Val est morte empoisonnée.

Au même moment, l’agent du F.B.I Erica Evans et son fils Tyler sont invités par Anna à un dîner de courtoisie à bord du vaisseau. Au cours du dîner, Erica parvient à faire diversion et à détruire tous les embryons destinés à la conception des soldats d’Anna. Mais quand Anna apprend cette tragique nouvelle, pour la première fois elle ressent des sentiments humains, la souffrance et la colère. Sous l’effet de cette colère incontrôlable, Anna décide de se venger : en activant son programme d’invasion planétaire, ses flottes de vaisseaux sont en route pour la Terre.

### Deuxième saison (2011)
La seconde saison comprend dix épisodes.
Diffusions originales
 États-Unis : du 4 janvier au 15 mars 2011 sur ABC
 France : à partir du 13 décembre 2011 au 28 décembre 2011 sur TF1
 Belgique : à partir du 11 juillet 2011 sur Be 1
 Suisse : à partir du 1er septembre 2011 sur TSR2
 Québec : à partir du 27 janvier 2012 sur V
Résumé
La seconde saison reprend quatre jours après la fin de la saison 1.
On apprend les motivations réelles des « V ». Assimiler l'ADN humain et l’annihilation de l'humanité, ceci pour améliorer les « V ».
Au cours de la saison, la cinquième colonne se renforce, le groupe de résistants menés par l'agent du FBI rencontre un autre groupe au réseau mondial, plus tard elle finit par en prendre la tête.
Les membres de la cinquième colonne mènent de nombreuses actions pour contrecarrer les plans d'Anna, ayant des « V » à leurs côtés, parfois inattendus. La saison s'achève sur un échec de la cinquième colonne pour assassiner Anna, mais la découverte d'un groupe de résistance bien plus important que la cinquième colonne. 
L'enfant hybride révèle ses capacités hors norme, parvenant au contrôle mental nommé « bliss » sur les humains.

## Anecdotes
- Un clin d'œil au producteur Scott Peters, également créateur de la série Les 4400, est visible dans le premier épisode. L'adresse du rendez-vous des résistants se trouve au 4400 Pier Avenue, à Brooklyn.
- Dans l'épisode 8 de la première saison, lors de la conférence des chefs d'État à Genève, on peut apercevoir furtivement que la plaque d'un des délégués est gravée au nom de « WEYLAND-YUTANI CORP. », une société fictive présente dans Alien[note 1]
- À noter la présence dans la saison 2 de Jane Badler, qui tient le rôle de Diana, la mère d'Anna. L'actrice avait déjà joué, dans les séries des années 1980, un personnage du même nom, mais dont le rôle était très différent, puisqu'elle y était simplement un cadre dirigeant de l'armée des envahisseurs, alors que, dans la nouvelle série, elle joue le rôle de l'ancienne reine des Visiteurs, déposée et tenue au secret par sa fille Anna. Il s'agit d'un gros clin d’œil, bien que le personnage soit différent dans sa psychologie.
- Autre retour d'un acteur de la série de 1983, celui de Marc Singer alias Mike Donovan (le héros principal) dans l'ancienne série. Il apparait dans le dernier épisode de la saison 2, laissant imaginer un rôle crucial dans l'optique d'une hypothétique saison 3.

## Alphabet des Visiteurs

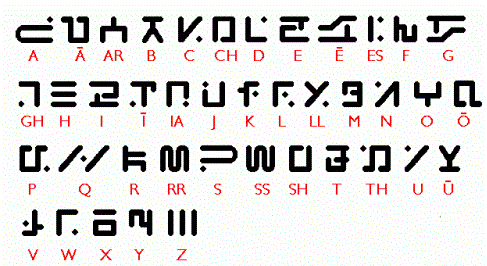
Alphabet des Visiteurs.

- L'alphabet utilisé par les visiteurs, composé de quarante-et-une lettres est en fait une simple substitution des vingt-six lettres de l'alphabet latin auxquelles s'ajoutent quinze symboles représentant diverses associations de deux lettres courantes en langue anglaise.
- Il se lit de haut en bas, puis de gauche à droite.

## Emplacements et taille des 29 vaisseaux-mère
Voici la liste des emplacements des 29 vaisseaux mères de la première flotte, aucun des 538 vaisseaux de la seconde flotte ne se voit attribuer de villes hôtes à la fin de la seconde saison et pour cause, il n'est manifestement pas prévu dans le plan d'Anna qu'il en soit ainsi :
- Afrique du Sud, Johannesburg
- Allemagne, Berlin
- Argentine, Buenos Aires
- Australie, Sydney
- Brésil, Rio de Janeiro
- Canada, Vancouver
- Chili, Santiago
- Chine, Shanghai et Hong Kong
- Égypte, Le Caire
- Espagne, Madrid
- États-Unis, New York City et Los Angeles
- France, Paris
- Inde, Delhi
- Indonésie, Jakarta
- Irak, Bagdad
- Iran, Téhéran
- Italie, Rome
- Japon, Tokyo
- Kenya, Nairobi
- Mexique, Mexico
- Nigeria, Lagos
- Pakistan, Karachi
- Pérou, Lima
- Royaume-Uni, Londres
- Russie, Moscou
- Thaïlande, Bangkok
- Turquie, Ankara

Dans l'épisode Alliance contre nature, on peut voir une carte du monde avec l'indication d'un certain nombre de villes. D'autres cartes, telles que celles que consultent Erica et Hobbes dans Sélection naturelle, donnent des indications et précisions sur les villes dans lesquelles vivent les 29 partenaires potentiels de Lisa… Enfin ces informations sont complétées par la carte qu'Anna fait apparaitre dans son bureau afin de déclencher son opération Ciel rouge à la fin de la première saison.
Vraisemblablement les vaisseaux de la flotte bougent au cours de la série, ce qui est suggéré par les premières interventions médiatiques d'Anna qui souhaite ouvrir des centres de soins et des ambassades des Visiteurs dans de nombreux pays, puis confirmé par la différence entre les villes citées, les vues des vaisseaux et les cartes. Ce qui fait que la liste des villes est théorique et la plus vraisemblable des 29 premières villes survolés par les V[Quoi ?].
Pourquoi 29 vaisseaux puis 538 ? 
Une hypothèse pour le choix du nombre de vaisseaux par les producteurs est celle des grands électeurs du Collège électoral américain. En effet, le vaisseau mère « amiral », celui d'Anna, flotte au-dessus de New York. Or, l'État de New York est représenté par 29 grands électeurs au Collège électoral. Ce collège électoral est composé de 538 grands électeurs… Cela a pu guider les réalisateurs. On notera de ce fait que dans la série originale, la flotte est composée de 50 vaisseaux, le même nombre que les États américains…[Interprétation personnelle ?]
Les vaisseaux font 800 mètres de diamètre selon un créateur des effets spéciaux qui s'exprime dans les bonus des Coffrets DVD. Cette taille est corroborée par les vues du vaisseau mère de New York au-dessus de Central Park (le diamètre du vaisseau correspond à la largeur du parc). On est bien loin des 4 km de diamètre de la première série. Il faut dire que les vaisseaux de la nouvelle série sont beaucoup plus proches des immeubles, ce qui leur donne un effet imposant alors que dans la série des années 1980, ils semblaient flotter très au-dessus des villes…

## Blu-ray & DVD
|                             | Sortie des DVD    | Sortie des DVD              | Sortie des DVD                | Sortie des DVD                    | Sortie des Blu-ray | Sortie des Blu-ray |
| Coffret Blu-ray & DVD       | Nombre d'épisodes | Zone 1 (États-Unis, Canada) | Zone 2 (Royaume-Uni, Irlande) | Zone 2 (France, Suisse, Belgique) | Région A           | Région B           |
| --------------------------- | ----------------- | --------------------------- | ----------------------------- | --------------------------------- | ------------------ | ------------------ |
| V (2009) Intégrale Saison 1 | 12                | 2 novembre 2010             | 8 novembre 2010               | 16 février 2011                   | 2 novembre 2010    | 8 novembre 2010    |
| V (2009) Intégrale Saison 2 | 10                | 18 octobre 2011             | 24 octobre 2011               | 1er février 2012                  | NC                 | 1er février 2012   |